# بنجامين إرنست تشارلتون
بنجامين إرنست تشارلتون هو سياسي كندي، ولد في 12 أبريل 1835، وتوفي في 12 مارس 1901.